# Штеффен Баумгарт
Штеффен Баумгарт (нім. Steffen Baumgart; нар. 5 січня 1972) — колишній німецький футболіст. По завершенні ігрової кар'єри — тренер. 

## Кар'єра тренера
З 2021 по 2023 роки головний тренер клубу Бундесліги «Кельн». У 2024 році очолював футбольний клуб «Гамбург» з Другої бундесліги.